# Kaouthar Bachraoui
Kaouthar Bachraoui (arabe : كوثر البشراوي) est une animatrice de télévision tunisienne.

## Carrière
Après avoir terminé ses études, elle commence sa carrière à la Télévision tunisienne 1. Elle rejoint la chaîne de télévision MBC 1 pour présenter le programme Al-Sahra Al-Maftouha (La soirée ouverte).
Par la suite, et pendant deux ans, elle rejoint Al Jazeera où elle présente le talk-show Ishrakat (Réflexions). Après son départ, en mars 2016, elle dénonce une campagne de dénigrement de la chaîne envers les « valeureux soldats tunisiens » et les « héros de l'armée syrienne et ses martyrs ».
En février 2010, elle travaille pour Al-Arabiya, où elle présente le programme hebdomadaire Manarat (Balises). Bachraoui met cependant fin à cette courte expérience et rejoint la Fondation de la pensée arabe (ar).
En janvier 2016, elle annonce rejoindre la chaîne libanaise Al-Manar pour y présenter une émission abordant des questions sociales et débats intellectuels, Jadal Arabi, après avoir participé à une émission sur une autre chaîne libanaise favorable à Bachar el-Assad.